# Металургійний комбінат у Келераші
44°13′55.3″ пн. ш. 27°18′01.3″ сх. д. / 44.232028° пн. ш. 27.300361° сх. д.

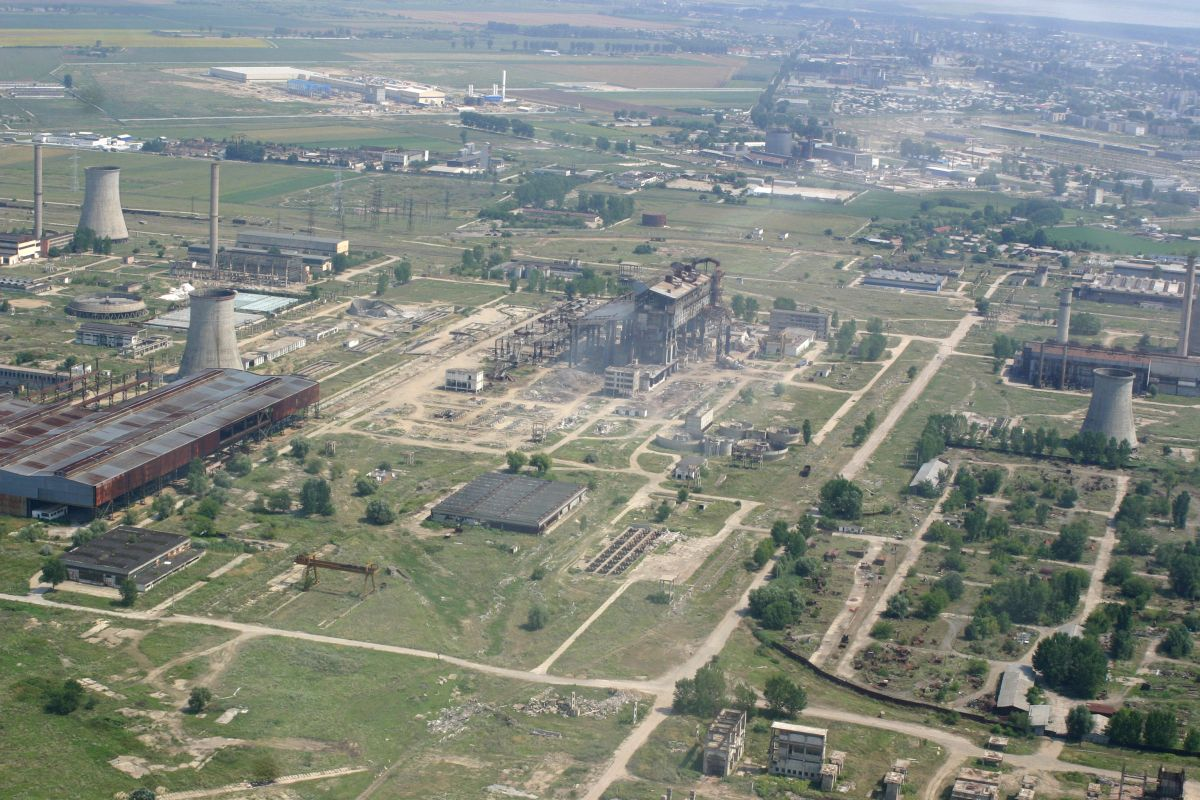
Руїни на місці колишнього металургійного комбінату в Келераші.

Металургійний комбінат у Келераші (рум. Combinatul Siderurgic Călăraşi, також мав назви — «Donasid Călărași», «Siderca Călărași») — колишній металургійний комбінат в Румунії, у місті Келераші. Планувався як найбільше підприємство чорної металургії Румунії з річною виплавкою сталі 10 млн т,однак так і не був виведений на повну потужність. Розпочав роботу 1979 року. У 1990-х і 2000-х роках був частково демонтований.
З 2000-х років завод належить компанії Tenaris (Люксембург).

## Історія

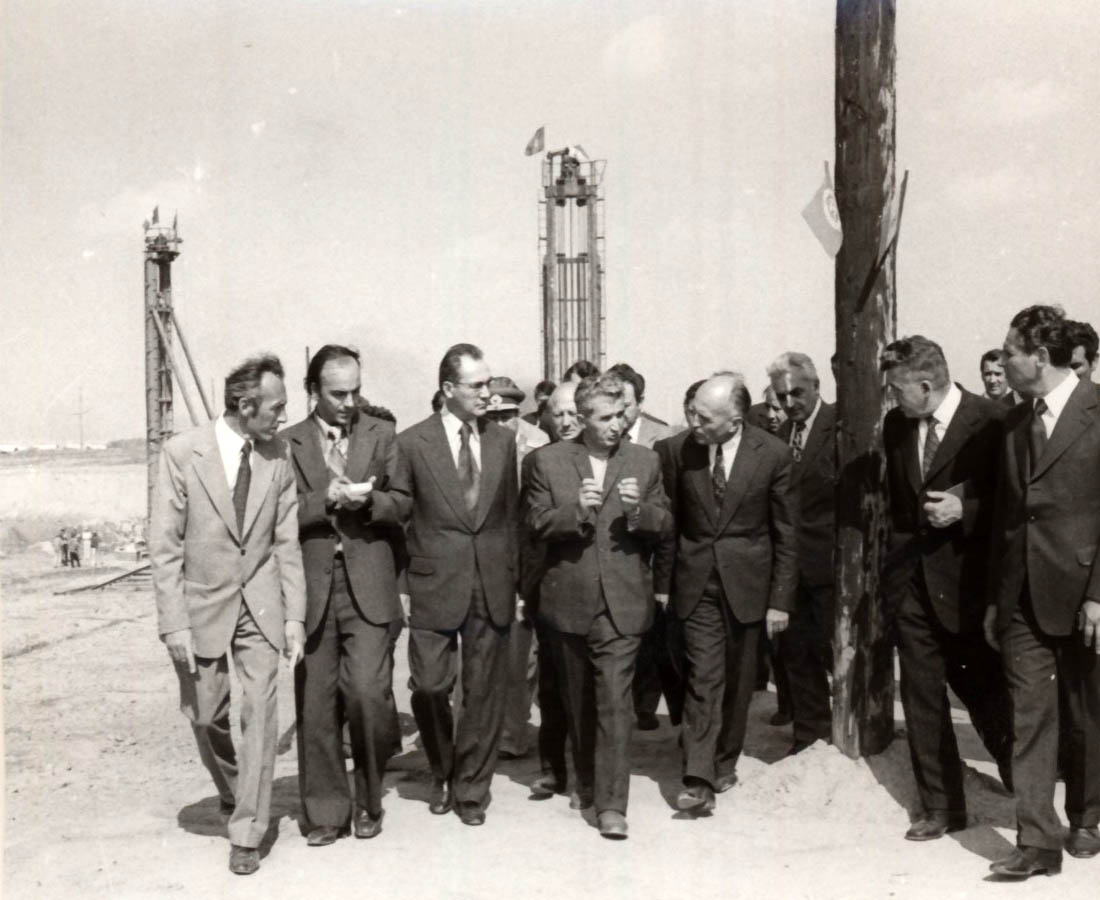
Відвідування будівництва комбінату Н. Чаушеску у 1976 році.

Будівництво комбінату розпочалося у другій половині 1970-х років. Перша плавка металу відбулась на комбінаті у 1979 році.
Комбінат у Келераші мав стати другою металургійною базою на Дунаї після Галацького металургійного комбінату. Він був розташований біля найбільшої групи машинобудівних підприємств, що склалася в північній Мунтенії і південній Трансильванії з центрами у Бухаресті і Брашові. Планувалося, що комбінат буде пов'язаний з переробними заводами Бухареста, заводом спеціальних сталей Тирговиштє і великим дротовим заводом у Буезу.
До 1983 року були введені в дію електроплавильний цех, установки безперервного розливання сталі з подальшою прокаткою на середньосортному стані.